# Cyrtopodion longipes
Cyrtopodion longipes är en ödleart som beskrevs av  Alexander Nikolsky 1896. Cyrtopodion longipes ingår i släktet Cyrtopodion och familjen geckoödlor. Inga underarter finns listade i Catalogue of Life.